# Limonia dactylolabis
Limonia dactylolabis är en tvåvingeart som först beskrevs av Alexander 1921.  Limonia dactylolabis ingår i släktet Limonia och familjen småharkrankar.
Artens utbredningsområde är Fiji. Inga underarter finns listade i Catalogue of Life.